# Veljko Bravničar
Veljko Bravničar, slovenski komercialni slikar, * 29. januar 1954, Ljubljana.
S slikanjem se je pričel ukvarjati konec sedemdesetih let, po letu 2005 je to dejavnost opustil in se posvetil pivovarstvu. Ustvarjal je komercialna dela, zato je izbiral všečne motive, tihožitja in krajine, in tehnike, ki omogočajo bleščeče učinke. Njegova dela so v glavnem manjših do srednjih formatov, večinoma naslikana z industrijskimi laki - emajli na gladkih, plastificiranih podlagah, redkeje v tehniki olja na platnu. Na dela se podpisuje samo s priimkom BRAVNIČAR ali Bravnicar, vedno brez imena ali inicialke in večinoma z letnico nastanka.